# Quán rượu Kayabukiya
Quán rượu Kayabukiya (居酒屋 かやぶき izakaya kayabuki) là một nhà hàng "nhà-sake" phong cách truyền thống Nhật Bản, được đặt vị trí tại thành phố Utsunomiya, về phía bắc của Tokyo, Nhật Bản.
Chủ quán rượu, Kaoru Otsuka, sở hữu hai con khỉ cưng macaque được thuê làm việc tại địa điểm này. Con khỉ đầu tiên, "Yat-chan", 12 tuổi, mặc áo sơ mi và quần đùi trong khi nhận đơn đặt đồ uống của khách hàng và mang đến bàn ăn. Chú khỉ nhỏ hơn tên là "Fuku-chan", hiện đã 4 tuổi với nhiệm vụ chủ yếu là mang khăn nóng cho những người tham dự lau tay trước khi gọi đồ uống. Fuku-chan mới chỉ có hai năm kinh nghiệm, trong khi Yat-chan được cho là đã đảm nhiệm công việc này trong khoảng thời gian dài hơn.
Cả hai chú khỉ đều nhận được đậu nành luộc từ khách hàng như tiền boa cho dịch vụ của mình. Môi trường dành cho những chú khỉ đã được kiểm tra để đảm bảo đối xử đúng đắn với động vật; theo các quy định về quyền động vật của Nhật Bản, mỗi con khỉ chỉ được phép làm việc hai giờ một ngày. Nhà hàng cũng được dùng làm phần thưởng cho đội chiến thắng trong tập thứ ba, mùa thứ hai của chương trình I Survived a Japanese Game Show.
Quán rượu bị bỏ hoang sau trận động đất và sóng thần ngày 11 tháng 3. Những con khỉ vẫn thuộc về chủ sở hữu. Tình trạng hiện tại của quán rượu và lũ khỉ đã được nghệ sĩ Pierre Huyghe ghi nhận lại trong một bộ phim năm 2014.